# Cala Bosch
La playa Cala Bosch está situada en la Isla de Espalmador, vecina a la Isla de Formentera, en la comunidad autónoma de las Islas Baleares, España.